# Гаджиев, Камил Абдурашидович
Ками́л Абдураши́дович Гаджи́ев (род. 25 июня 1978, Москва, РСФСР, СССР) — спортивный функционер, общественный деятель, медиа менеджер. Президент промоутерской компании Fight Nights Global, 1-й заместитель генерального директора хоккейного клуба «Адмирал» (Владивосток), победитель кубка мира по джиу-джитсу 2003 года, чемпион Москвы по боевому самбо 2006 года, мастер спорта международного класса по джиу-джитсу, мастер спорта по самбо, тренер высшей категории по самбо.

## Общая информация
Родился 25 июня 1978 года в Москве. По национальности лакец. Отец — Гаджиев, Абдурашид Гаджиевич, учёный, профессор, доктор исторических наук. Мать — Гаджиева Элеонора Шапиевна,. врач — терапевт. Сестра — Гаджиева Сиана Абдурашидовна — врач-гинеколог.

## Образование и спортивные достижения
Окончил СГУ, факультет юриспруденции (2004) и РГУФК, институт повышения квалификации и переподготовки кадров (2012). C 12 лет занимался в секциях карате и самбо, с 1999 года под руководством Николая Елесина в отделении смешанных единоборств в УСК «Самбо 70».

### Деятельность
- Старший тренер сборной команды города Москвы по боевому самбо (2007 г — 2012).
- Заведующий кафедрой менеджмента в индустрии единоборств в Университете «Синергия» (МФПУ).
- Президент промоутерской компании «Fight Nights», серии турниров по единоборствам «Битва под Москвой», «Кубок Федора Емельяненко», «Бойцовский клуб Файт Найтс», «Битва на Каме», «Форвард Челлендж», «Битва в Калмыкии» и др.
- Вице-президент Федерации ММА Москвы
- 1-й заместитель генерального директора хоккейного клуба «Адмирал» (Владивосток)
- В 2012 году совместно с другом и партнером Бату Хасиковым объявил о запуске нового социального проекта — всероссийского общественного движения «За спортивную страну».
- Один из основателей проекта «Гонка Героев».
- Президент футбольного клуба медиалиги «Fight Nights»[3].

### Общественная позиция
Поддержал военное вторжение РФ в Украину.

### Кино и телевидение
- Исполнил эпизодическую роль в фильме «Бой с тенью 3D: Последний раунд», играет участника команды Куэрте.
- Исполнил эпизодическую роль в сериале «Кухня» на СТС.
- Исполнил эпизодическую роль в фильме Федора Бондарчука «Воин», играет самого себя.
- Участник телешоу «Специальное задание» на «Первом канале» (2011 год)

### ФК FIGHT NIGHTS
В 2022 году под руководством Камила была создана футбольная команда ФК FIGHT NIGHTS , дебютировавшая в 2 сезоне "Медийной Футбольной Лиги". Должность главного тренера команды занял Александр Мостовой. По итогам сезона команда одержала 2 победы, 2 матча свела вничью и 4 проиграла.
В 2023 году ФК FIGHT NIGHTS приняла участие в розыгрыше казахстанской Медиалиги. По итогам турнира команда завоевала серебряные медали, уступив в финале «2DROTS» в серии послематчевых пенальти.
3-й сезон «Борцы» снова провалили, не выйдя из группы, несмотря на то, что перед началом турнира команда существенно усилилась, в частности к команду перешёл Роман Павлюченко.
4-й сезон стал самым удачным для команды, которая в плей - офф дошла до полуфинала, сенсационно обыграв одного из грандов  медиа футбола «Амкал». По итогам ФК FIGHT NIGHTS заняла 4 место, проиграв в полуфинале будущему чемпиону - «Титану», а в матче за бронзу команде Василия Уткина «Эгриси».

### Награды
Лауреат премии «BOSS года 2016» по версии журнала GQ
«Промоутер года» по версии телеканала «Боец»
Награждён почётными грамотами Федерации самбо Москвы (за вклад в развитие самбо), Федерации Хоккея России (ФХР), ФСКН и МВД России.
Награждён медалью ФСКН России.

### Семейное положение.
Женат, четверо детей.